# Wikipedia w języku võro
Wikipedia w języku võro (VOR. Vikipeediä) – edycja językowa Wikipedii tworzona w języku võro.

## Historia
Wikipedię w języku võro tworzą wolontariusze i aktywiści.
W dniu 18 lutego 2007 roku liczba artykułów w tej edycji wynosiła 1 032, co według rankingu opublikowanego w dniu 1 lutego tegoż roku dawało jej 128. pozycję wśród wszystkich wersji językowych. Dnia 29 grudnia 2008 roku liczyła 1968 artykułów.
W 2019 roku w Wikipedii w języku võro było 5500 artykułów. 